# Elvira Adolfovna Vaszilkova
Elvira Adolfovna Vaszilkova (férjezett nevén: Bucsenkova, oroszul: Василькова Эльвира Адольфовна, Szverdlovszk, 1962. június 15. –) fehérorosz származású, szovjet színekben olimpiai ezüst- és bronzérmes úszónő.

## Sportpályafutása
Pályafutása legnagyobb sikerét az 1980-as moszkvai olimpián érte el, ahol egyéniben 100 méteres mellúszásban ezüstérmes, a 4×100 m vegyes váltó tagjaként pedig bronzérmes lett.
1978-ban a Szovjetunió sportnagymesteri címét kapta meg, amely az ország legjelentősebb állami kitüntetése volt.
Pályafutása befejezését követően a minszki Belarusz Állami Testnevelési Egyetemen  dolgozott edzőként.